# Elbasan Rashani
Elbasan Rashani, dit Elba Rashani, né le 9 mai 1993 à Hillerstorp (en) en Suède, est un footballeur international kosovar, qui évolue au poste d'attaquant.

## Biographie

### Carrière en club
Avec le club de Brøndby IF, Elba Rashani dispute 9 matchs en Ligue Europa, pour 4 buts inscrits.

Avec le Clermont Foot 63, il marque le 23 août 2021, deux buts égalisateurs face à l'Olympique lyonnais (score final 3-3).

### Carrière internationale
Elba Rashani compte 2 sélections et 2 buts avec l'équipe du Kosovo depuis 2015,.
Il est convoqué pour la première fois en équipe du Kosovo par le sélectionneur national Albert Bunjaki (en), pour un match amical contre l'Albanie le 13 novembre 2015. Il entre à la 67e minute de la rencontre, à la place de Mërgim Brahimi. Durant cette rencontre il inscrit son premier but en sélection. Le match se solde par un match nul (2-2).
Le 3 juin 2016, lors de sa deuxième sélection, il inscrit son second but en sélection contre les îles Féroé, lors d'un match amical. Le match se solde par une victoire 2-0 des Kosovars.

## Statistiques
| Saison                | Club                  | Championnat           | Championnat | Championnat | Coupe(s) nationale(s) | Coupe(s) nationale(s) | Compétition(s) continentale(s) | Compétition(s) continentale(s) | Compétition(s) continentale(s) | Kosovo | Kosovo | Total | Total |
| Saison                | Club                  | Division              | M.          | B.          | M.                    | B.                    | Comp.                          | M.                             | B.                             | M.     | B.     | M.    | B.    |
| 2010                  | Odd Grenland          | Tippeligaen           | -           | -           | 1                     | 0                     | -                              | -                              | -                              | -      | -      | 1     | 0     |
| 2011                  | Odd Grenland          | Tippeligaen           | 16          | 0           | 1                     | 0                     | -                              | -                              | -                              | -      | -      | 17    | 0     |
| 2012                  | Odd Grenland          | Tippeligaen           | 16          | 1           | 2                     | 2                     | -                              | -                              | -                              | -      | -      | 18    | 3     |
| 2013                  | Odds BK               | Tippeligaen           | 21          | 2           | 4                     | 2                     | -                              | -                              | -                              | -      | -      | 25    | 4     |
| 2014                  | Odds BK               | Tippeligaen           | 15          | 4           | 2                     | 0                     | -                              | -                              | -                              | -      | -      | 17    | 4     |
| 2014-2015             | Brøndby IF            | Superligaen           | 14          | 2           | 1                     | 0                     | C3                             | 2                              | 0                              | -      | -      | 17    | 2     |
| 2015-2016             | Brøndby IF            | Superligaen           | 10          | 1           | 2                     | 0                     | C3                             | 7                              | 4                              | 1      | 1      | 20    | 6     |
| 2016                  | Rosenborg BK          | Tippeligaen           | 8           | 1           | 4                     | 1                     | C1                             | -                              | -                              | 1      | 1      | 13    | 3     |
| Total sur la carrière | Total sur la carrière | Total sur la carrière | 100         | 11          | 17                    | 5                     | -                              | 9                              | 4                              | 2      | 2      | 128   | 22    |

## Palmarès
- Championnat de Norvège : 2016